# 二台乡
二台乡，是中华人民共和国辽宁省营口市盖州市下辖的一个乡镇级行政单位。

## 行政区划
二台乡下辖以下地区：
马石寨村、中心村、二台村、大石棚村、石棚山村和牌坊店村。